# David Bada
David Bada (* 24. April 1995 in München) ist ein deutscher American-Football-Spieler auf der Position des Defensive Tackles, der seit 2024 bei den Detroit Lions in der National Football League (NFL) unter Vertrag steht. Von 2020 bis 2023 spielte er für die Washington Commanders.
Vorher spielte er in der German Football League (GFL) bei den Munich Cowboys, Ingolstadt Dukes und Schwäbisch Hall Unicorns.

## Karriere

### German Football League
Munich Cowboys
Bada begann 2014 seine Footballkarriere in seiner Heimatstadt bei den Munich Cowboys in der GFL. In sechs von ihm absolvierten Spielen machte er zwölf Tackles sowie einen Sack. Die Saison endete für die Cowboys im Viertelfinale nach einer Niederlage gegen die New Yorker Lions.
Ingolstadt Dukes
Für die darauffolgende Saison wechselte Bada in die GFL2 zu den Ingolstadt Dukes. Da seine Einsatzzeit 2015 im Vergleich zur Vorsaison verdoppelt wurde, machte sich dies auch in seinen Statistiken bemerkbar. So konnte er zum Saisonende insgesamt 27 Tackles, 14 Tackles-for-loss (TFL), 8 Sacks, 2 abgewehrte Pässe und einen forcierten Fumble verzeichnen. Ingolstadt belegte dabei den zweiten Tabellenplatz und blieb damit in der GFL2.
Genauso wie die Dukes in der GFL2 blieben, blieb auch Bada in Ingolstadt. In 13 Spieleinsätzen konnte er die Zahl seiner gemachten Tackles auf 36 erneut erhöhen, außerdem erzielte er 15 Tackles, die einen Raumverlust für die Gegner bedeuteten. Zudem erreichte er 7 Sacks und forcierte wie in der Vorsaison einen Fumble. Mit einer perfekten Saison konnten die Ingolstadt Dukes in dieser Saison den Aufstieg erreichen.
In seiner dritten Saison bei Ingolstadt stand Bada in 14 Spielen auf dem Platz. Im Hinblick auf seine Statistiken kann hier ein nochmal deutlicher Anstieg beobachtet werden. Zum Ende der Saison hatte er insgesamt 73 Tackles, 30 TFL und 14 Sacks gemacht sowie 3 Pässe abgewehrt. In dieser Saison war der drittbeste Defensivspieler in der GFL. Wie schon in Badas erster Saison bei den Munich Cowboys endete die Saison für Ingolstadt im Viertelfinale gegen die New Yorker Lions.
Schwäbisch Hall Unicorns
2018 wechselte Bada zu den Schwäbisch Hall Unicorns, die zu diesem Zeitpunkt Deutscher Meister waren. Zwar konnte er nicht komplett an seine Vorjahresleistungen anschließen, beendete die Saison allerdings trotzdem mit insgesamt 34 Tackles, 18 TFL, 11 Sacks und 2 forcierten Fumbles. Außerdem konnten die Unicorns in diesem Jahr mit Hilfe Badas ihren Titel verteidigen.
Nach der Saison 2018 wurde Bada von der National Football League (NFL) für das ligaeigenen International Players Pathway Program (IPPP) 2019 nominiert, durch das Footballspieler außerhalb der USA und Kanada gefördert werden sollen, um ihnen einen Weg in die NFL zu ermöglichen.
Da sich Bada beim International Combine gegen die übrigen Nominierten nicht durchsetzen konnte, kehrte er für die GFL-Saison 2019 zu den Unicorns zurück. In dieser fügte er seiner Karrierestatistik 17 Tackles, 8 TFL, 4 Sacks und einen Forced Fumble hinzu. Im German Bowl unterlag Schwäbisch Hall allerdings den New Yorker Lions.

### National Football League
Erneut wurde Bada von der NFL für das IPPP nominiert und konnte sich beim diesmaligen Combine unter den besten neun Spielern platzieren, wodurch er sich für die weiteren Schritte des IPPP qualifizierte. Im April 2020 entschieden sich die Washington Redskins (zeitweise Washington Football Team, heute Washington Commanders) dafür Bada in ihr Practice Squad nehmen.
Washington Redskins/Football Team/Commanders
Die gesamte NFL-Saison 2020 verbrachte Bada im Practice Squad von Washington und wurde nicht in den aktiven Roster aktiviert. Erst mit der Pre-Season 2021 erhielt er seine erste Spielzeit in der NFL. Zunächst machte er zwei Tackles sowie einen halben Sack gegen die New England Patriots. Zwei Wochen später gegen die Baltimore Ravens machte er doppelt so viele Tackles und sackte Quarterback Lamar Jackson. Aufgrund einer Knieverletzung fiel Bada allerdings für den Rest der Saison aus.
In der Saison 2022 wurde Bada zunächst wieder in zwei Pre-Season-Spielen eingesetzt, für die reguläre Saison schaffte er es allerdings erneut nur in den Practice Squad. Am 31. Dezember 2022 gaben die Commanders bekannt, dass sie Bada für den 17. Spieltag gegen die Cleveland Browns für den aktiven Kader berufen haben. In diesem Spiel sammelte er seine ersten beiden offiziellen Tackles in der NFL. Das Spiel verloren die Commanders gegen die Browns. Eine Woche später stand Bada gegen die Dallas Cowboys erneut auf dem Spielfeld und konnte sein erstes NFL-Spiel gewinnen. Nachdem er sich am 3. August 2023 im Training einen Trizepsriss zugezogen hatte, wurde er auf die Injured Reserve List gesetzt, was seine Saison vorzeitig beendete.
Im Zuge der Trennung der Washington Commanders von Head Coach Ron Rivera im Frühjahr 2024 wurde auch Bada entlassen, jedoch am 25. Juli 2024 von den Detroit Lions neu unter Vertrag genommen. Im ersten Preseason-Spiel der neuen Saison erlitt er jedoch einen Riss der Achillessehne, die seine Saison gleich wieder beendete.